# Georg Schönberger (Politiker)
Georg Schönberger (* 5. November 1838 in Groß-Bieberau; † 25. August 1923 ebenda) war ein hessischer Bierbrauereibesitzer und Politiker (NLP) und Abgeordneter der 2. Kammer der Landstände des Großherzogtums Hessen.

## Leben
Georg Schönberger war der Sohn des Bierbrauereibesitzers Ludwig Schönberger (1811–1870) und dessen Ehefrau Elisabeth Katharina, geborene Rothenhäuser. Schönberger, der evangelischen Glaubens war, heiratete Elise Margarethe geborene Buxmann (1842–1922). Aus der Ehe gingen folgende Kinder hervor:
- Georg Leonhard Schönberger (1861–1937) übernahm die Brauerei Schönberger
- Melanie Mathes, geb. Schönberger (1866–1930) heiratete am 14. Mai 1899 in Groß-Bieberau mit den Besitzer der Schlossmühle in Ober-Ramstadt, Heinrich Mathes
- Anna Gerlach, geb. Schönberger (1871–1936), heiratete am 14. April 1899 in Groß-Bieberau Wilhelm Gerlach (1866–1918)
- Heinrich Schönberger (1873–1885)
- Friedrich (Fritz) Philipp Schönberger (1875–1960)
- Wilhelm Schönberger (1877–1960)

Schönberger war Bierbrauereibesitzer in Groß-Bieberau. Die familieneigene Brauerei Schönberger wurde 1999 von der Pfungstädter Brauerei übernommen, der Name lebt noch als Marke fort.
Von 1878 bis 1918 gehörte er der Zweiten Kammer der Landstände an. Er wurde für den Wahlbezirk Starkenburg 6/Reinheim gewählt.
Am 25. November 1903 erhielt er das Ritterkreuz II. Klasse des Verdienstordens Philipps des Großmütigen.